# Kacsóta
Kacsóta ist eine ungarische Gemeinde im Kreis Szentlőrinc im Komitat Baranya.

## Geografische Lage
Kacsóta liegt zwei Kilometer westlich der Stadt Szentlőrinc, an dem kleinen Fluss Sándor-árok. Nachbargemeinden sind Csonkamindszent, Nagypeterd, Nagyváty und Szentdénes.

## Geschichte
Schon zur Zeit der Árpáden gab es dort eine Siedlung. 1375 wurde der Ort schriftlich unter dem Namen Kardosfalva erwähnt. Zur damaligen Zeit bestand die heutige Gemeinde aus den drei Dörfern Kardosfalva, Giróttfa und Boldogasszonyfa. 1542 wurde der Ort unter dem Namen Kachota erwähnt.

## Sehenswürdigkeiten
- Kruzifix aus Stein (Kő feszület)
- Römisch-katholische Kapelle Szent Anna, erbaut 1992–1993

## Verkehr
Durch Kacsóta verläuft die Hauptstraße Nr. 6. Es bestehen Busverbindungen nach Szentlőrinc und Nagypeterd. Der nächstgelegene Bahnhof befindet sich in Szentlőrinc.